# Mircea Tatos
Mircea Tatos (n. 9 martie 1937, decedat 19 august 2009) a fost un scriitor, profesor de engleză și opozant al regimului comunist.

## Biografie
Mircea Tatos s-a născut la 9 martie 1937 în București. În 1955, după absolvirea liceului Cantemir Vodă din București, s-a înscris la Facultatea de Drept din cadrul Universității București. În perioada când era student în anul II a participat la mișcările revendicative ale studenților din București în 1956 (vezi Mișcările studențești din București din 1956). A fost printre organizatorii manifestației care urma să aibă loc în Piața Universității în ziua de 5 noiembrie 1956. A fost arestat în noaptea de 6 noiembrie 1956, în ziua de după manifestația programată. Ancheta sa a fost condusă de locotenent colonel Constantin Popescu, căpitan Gheorghe Enoiu, locotenent major Iosif Moldovan, locotenent major Vasile Dumitrescu, locotenent major Gheorghe Vasile, locotenent major Constantin Oprea și locotenent Nicolae Urucu. A fost judecat în lotul "Mitroi", iar prin sentința Nr. 534 din 19 aprilie 1957 a Tribunalului Militar București a fost condamnat la un an închisoare corecțională. A fost eliberat, după executarea sentinței, la 5 noiembrie 1957. 
După eliberare s-a înscris la Facultatea de Filologie din București, iar după terminarea studiilor universitare a lucrat ca profesor de limba engleză la Liceul C. A. Rosetti din București și la alte licee. În 1982 a emigrat în America, unde a predat la o universitate din North Carolina, iar în 1990 s-a întors definitiv în România.
Este autorul unui roman (Drum la capăt de drum, București - Ed. Ararat, 2002) și al unor cărți de poeme. 
Este fratele geamăn al regizorului Alexandru Tatos.